# Герб Кишинева
Герб Кишинева — офіційний символ столиці Молдови, міста Кишинів, що відображає історичне значення та розвиток міста.
Основою для сучасного герба став герб Кишинева, прийнятий після приєднання Бессарабії до Румунії. Герб міста схожий на герб Молдови, але без гілки в лапі орла.

## Опис
У лазуревому полі золотий орел (геральдичний, з опущеними крилами), з червленими дзьобом і лапами. Поверх всього герб Землі Молдавської (в червленому полі голова тура прямо, супроводжувана між рогами восьмипроменевою зіркою, праворуч — геральдичної трояндою і зліва — спадаючим півмісяцем, все золоте). Щит увінчаний срібною міською короною.

## Історія

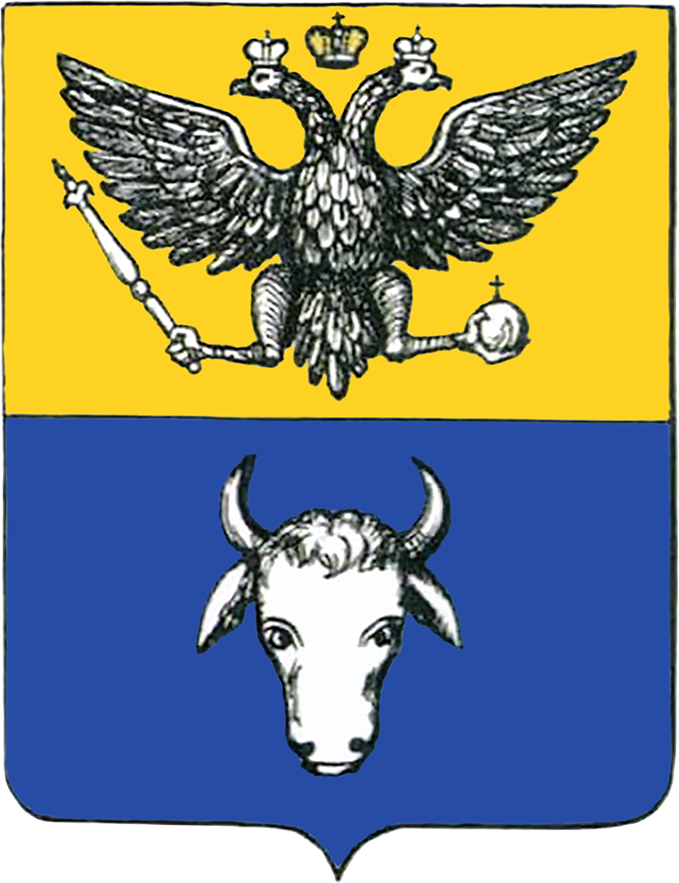
Герб Бессарабської області. 1815.
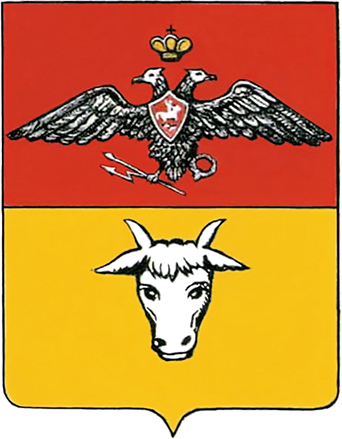
Герб Бессарабської області. Затверджено 2 квітня 1826.
Проект герба Кишинева, 1875
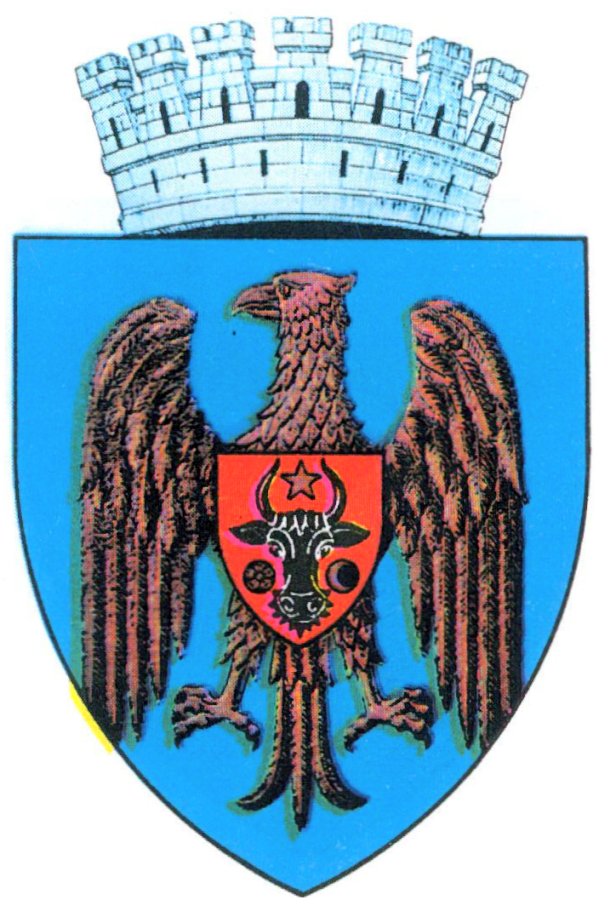
Герб часів королівської Румунії (1930 рік)
Міська емблема радянського Кишинева (1966 рік)